# Dyckia edwardii
Dyckia edwardii är en gräsväxtart som beskrevs av P.J.Braun, Esteves och Scharf. Dyckia edwardii ingår i släktet Dyckia och familjen Bromeliaceae. Inga underarter finns listade i Catalogue of Life.